# Багаев, Александр Валентинович
Алекса́ндр Валенти́нович Бага́ев (род. 28 апреля 1945) — советский легкоатлет, специалист по бегу на короткие дистанции. Выступал на всесоюзном уровне в начале 1970-х годов, двукратный чемпион СССР в эстафете 4 × 100 метров, победитель первенств всесоюзного и всероссийского значения. Представлял Новосибирск, спортивное общество «Буревестник» и Вооружённые силы.

## Биография
Александр Багаев родился 28 апреля 1945 года. Занимался лёгкой атлетикой в Новосибирске, выступал за РСФСР, добровольное спортивное общество «Буревестник» и Советскую Армию.
Первого серьёзного успеха на всесоюзном уровне добился в сезоне 1970 года, когда на чемпионате СССР в Минске вместе с партнёрами по сборной РСФСР Владимиром Михайловым, Николаем Ивановым и Евгением Синяевым одержал победу в зачёте эстафеты 4 × 100 метров.
В августе 1971 года на всесоюзных соревнованиях в Днепропетровске превзошёл всех соперников в беге на 100 метров, установив свой личный рекорд в данной дисциплине — 10,2.
В 1972 году на зимнем чемпионате СССР в Москве выиграл бронзовую медаль на дистанции 100 метров, уступив только Владимиру Ловецкому и Хаджи Рахманову. Позднее выиграл бег на 100 метров на домашнем старте в Новосибирске, с командой Вооружённых сил победил в эстафете 4 × 100 метров на летнем чемпионате СССР в Москве — здесь его партнёрами были Александр Лебедев, Василий Зезетко и Геннадий Зайцев.